# Asesinato en el Senado de la Nación
Asesinato en el Senado de la Nación es una película argentina dramática-histórica de 1984 dirigida por Juan José Jusid y protagonizada por Miguel Ángel Solá, Pepe Soriano, Oscar Martínez, Arturo Bonín y Rita Cortese. El guion fue escrito por Carlos Somigliana y relata algunos de los turbulentos hechos del gobierno de Agustín Pedro Justo, durante la llamada Década Infame.
La película pone de relieve las denuncias realizadas en 1935 por el senador demócrata progresista Lisandro de la Torre acerca de los negocios que empresas británicas efectuaban con las exportaciones de carne vacuna argentina y que implicaban actos de corrupción por parte de los ministros Federico Pinedo y Luis Duhau; todo lo cual concluyó trágicamente en el intento de asesinato del propio de la Torre en plena sesión del Senado, el cual terminó cobrándose la vida de Enzo Bordabehere.

## Sinopsis
La historia se centra en Ramón Valdés Cora, un matón pago aliado al gobierno conservador durante la década infame, quien fue expulsado de la fuerza policial por corrupción y con múltiples procesos por estafas, falsificación de documentos y extorsiones a prostitutas. Ramón Valdés se convierte en el brazo armado de un congresista que busca desesperadamente acallar la fuerte voz crítica del senador Lisandro de la Torre, quien denuncia públicamente y con pruebas la corrupción del gobierno y las graves consecuencias económicas que la misma administración le impondrá al pueblo luego de la firma del pacto Roca-Runciman.

## Reparto
- Pepe Soriano ... Lisandro de la Torre
- Miguel Ángel Solá ... Ramón Valdés Cora
- Oscar Martínez ... Federico Pinedo
- Alberto Segado ... Luis Duhau
- Arturo Bonín ... Enzo Bordabehere
- Ana María Picchio ... Juanita
- Selva Alemán ... Elvira
- Marta Bianchi ... Rosa
- Rita Cortese
- Villanueva Cosse ... Don Alberto
- Juan Leyrado ... Comisario
- Manuel Callau ... Soriano
- Diego Varzi
- Juan Manuel Tenuta
- Mónica Galán ... Proxeneta
- Osvaldo Santoro
- Manuel Vicente
- Noemí Frenkel
- Miguel Peludi
- José María López
- Guillermo Marcos
- Salo Pasik

## Contexto histórico y diferencias entre el film y los hechos reales

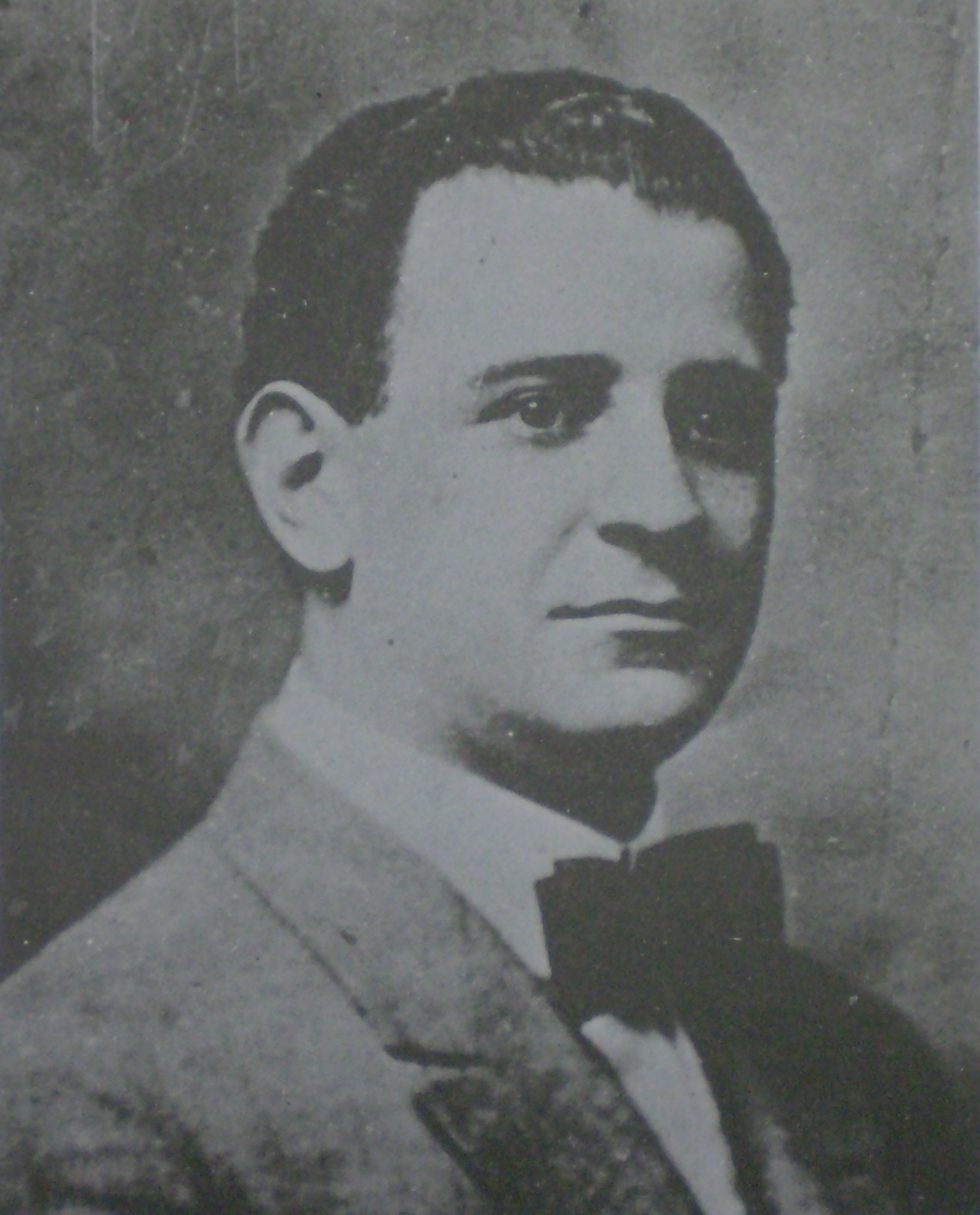
Retrato de Enzo Bordabehere, senador nacional por la provincia de Santa Fe y compañero de bancada de Lisandro de la Torre, quien fue asesinado durante una sesión de la Cámara de Senadores.

En la vida real Ramón Valdés Cora era un "hombre de confianza" del Ministro de Agricultura Luis Duhau, pero en la película las conexiones con el contexto político están reducidas y el jefe de Valdés Cora no es Luis Duhau, sino un senador ficticio.
La película refleja con fidelidad la denuncia realizada por trabajadores del frigorífico Anglo. La información reservada consistía en que los documentos contables, que con tanto afán se buscaban para probar las maniobras gravemente perjudiciales para el Estado argentino — las cuales fueron realizadas en el marco del comercio de carnes con Inglaterra y tras la firma del pacto Roca-Runciman — se encontraban escondidos nada menos que en un barco inglés anclado en el puerto, el Norman Star. Los trabajadores habían hecho la estiba y no tenían ninguna duda de que en el antedicho barco estaba la prueba del delito. Los ejecutivos del frigorífico Anglo decían que al ingresar por la fuerza en un barco inglés estaban agrediendo al Estado británico, porque el hecho equivalía a allanar una casa en el territorio de Su Majestad. Sin embargo, Lisandro de la Torre, con la ayuda de la prefectura, logró ingresar al Norman Star y encontrar en sus bodegas lo que buscaba. Los libros contables estaban allí y, lo que era más grave, estaban ocultos en cajas de chilled y corned beef con el sello del Ministerio de Agricultura de la Nación, cómplice evidente de la maniobra. La documentación oculta en los cuarenta cajones de «carne enfriada» dejaba claramente comprobada la estafa al Estado nacional por parte de la empresa inglesa y detallaba como gastos empresarios los montos de los sobornos a los funcionarios públicos, entre los que se contaban encumbrados nombres del Poder Ejecutivo y de la alta sociedad argentina.
La película no explora en detalle la absolución de los políticos implicados en el escándalo denunciado por Lisandro de la Torre. En cambio, elige centrarse en la oscura figura de Ramón Valdés Cora y su recorrido en una espiral de bajeza que culmina con el atentado contra el senador nacional Lisandro de la Torre, el cual produce la muerte de su colega Enzo Bordabehere. Al mismo tiempo, profundiza en el carácter de Lisandro de la Torre, en su lucha contra un gobierno corrupto y autoritario en defensa del pueblo argentino, y el intento de asesinato que sufrió y se cobró la vida de su colega y amigo Bordabehere; el personaje interpretado por Pepe Soriano funciona al mismo tiempo como antagonista y centro moral del film.

## Repercusión y premios
La película tuvo gran éxito de público y a Jusid le granjeó el Colón de Oro en la décima edición del Festival de Cine Iberoamericano de Huelva.
Miguel Ángel Solá, que interpretó a Valdez Cora, obtuvo el premio al mejor actor en el Festival Internacional del nuevo cine latinoamericano de La Habana por su papel.